# D-Dur Musikmaschine
Die D-Dur Musikmaschine ist ein Orchesterwerk und wurde im Jahr 1973 von Georg Katzer komponiert und wurde am 18. Mai 1975 im Hans-Otto-Theater in Potsdam unter der Leitung von Volkmar Olbrich mit dem Orchester der Stadt Hagen uraufgeführt. 

## Werk
Das Werk dauert ungefähr 16 Minuten. Zunächst war die D-Dur Musikmaschine als Ballett beziehungsweise als „Lockerungsübung“ zwischen zwei großen Werken gedacht. Ursprünglich wollte Georg Katzer sein Werk „Nostalgie für Orchester“ nennen, welche auf einer anti-nostalgischen Grundidee basiert. Jedoch hätte dies zu Irritationen geführt. Zur Besetzung gehören 3 Flöten, 2 Oboen, 2 Klarinetten in B, eine Bassklarinette in B, ein Fagott, ein Kontrafagott, 4 Hörner in F, 2 Trompeten in B, 2 Posaunen, ein Klavier, eine Harfe, Schlagzeug (1–3) und Streicher (10, 10, 6, 6, 5).

## Beschreibung
Das Werk symbolisiert eine Maschine, in die Geld hineingeworfen werden soll, um vor allem orientierungslosen Menschen Glück zu bringen. Wie jede andere Maschine auch macht dieses Gerät ebenfalls Probleme und durchlebt diverse Abenteuer. Diese Abenteuer werden durch den D-Dur-Akkord beschrieben, der hier das Hauptmotiv ist. Gegen Ende des Werkes ist der „Triumph des D-Durs“ zu hören, was jedoch kein wirklicher Triumph ist, da die Maschine nicht wirklich Glück gebracht hat.
Des Weiteren erklingen Hornmelodien, welche an eine Almidylle erinnern sollen wie beispielsweise am Beginn des Rheingoldes von Wagner, sowie einige Stellen, die in Tschaikowskys Stil geschrieben worden sind. Im Verlauf des Werkes werden Cluster-Glissandi eingespielt, „einfache“ Glissandi und unregelmäßige Geräusche. Das langsamer werdende Tempo und der Lärm bilden im Werk eine Wende.
Gegen Ende spielen die höheren Streichinstrumente abwärtsführende Glissandi. Nach einer Generalpause ist ein kleiner Schlagzeugknall zu hören. Der Pianist hält währenddessen die Hände auf die Saiten des offenen Klaviers. Dadurch nimmt das Klavier den Schall des Knalls in sich auf. In der Obertonreihe auf D werden bei manchen Instrumenten weitere Glissandi gespielt. Die Klarinette simuliert die rhythmische Pulsation einer langsamer werdenden Maschine. Das Werk endet mit einem leiser werdenden, abgenutzten, „hässlichen“ D-Dur-Dreiklang. Das „hässliche Spielen“ steht hierbei in den Noten.